# 了徳寺

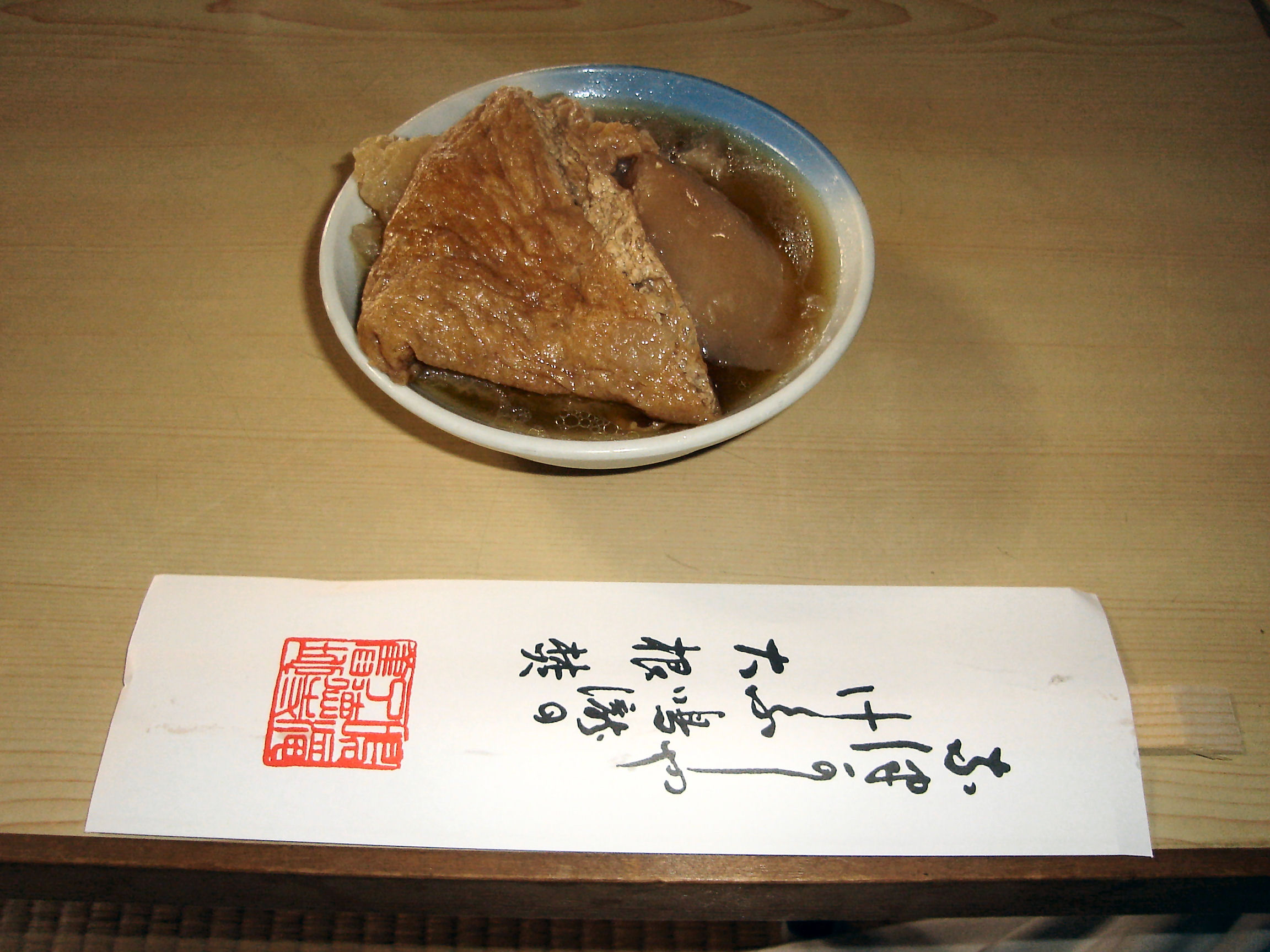
大根焚

了徳寺（りょうとくじ）は、京都市右京区鳴滝にある真宗大谷派の寺。山号は法輪山（ほうりんざん）。通称、大根焚寺。

## 歴史
毎年、12月9日10日の大根焚きの行事で知られる。その由縁は、鎌倉時代の建長4年（1252年）、親鸞が愛宕山中の月輪寺よりの帰途、鳴滝で説法をし、それに感銘を受けた里人が、他に何ももてなすものがないので、塩炊きの大根を馳走した。それに応えて、親鸞はすすきの穂を束にして筆代わりとし、「歸命盡十方無礙光如來」の十字名号を書いて、その礼とした。この故事に因んで行なわれる報恩講の通称が、大根焚きである。 
寺の前庭には「すすき塚」がある。

## 交通アクセス
京都市営バス・26号系統ほか「鳴滝本町」下車、徒歩3分

## 公式サイト
- 了徳寺